# Lelijkheid

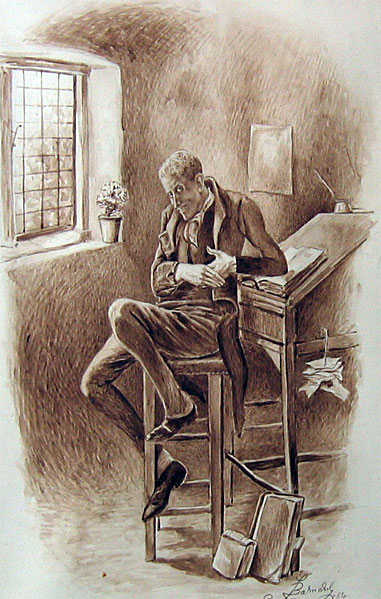
Charles Dickens onderstreepte het slechte karakter van Uriah Heep door een uitgesproken lelijkheid.

Lelijkheid of onaantrekkelijkheid is het waargenomen tekort aan schoonheid. Dit kan onder andere betrekking hebben op een persoon, dier, (kunst)object, landschap of muziekstuk. Lelijkheid wordt vaak als onplezierig ervaren en kan leiden tot een negatief (voor)oordeel. Of iets of iemand lelijk wordt gevonden, is deels subjectief en hangt onder andere af van de cultuur of het tijdvak. De perceptie van schoonheid en lelijkheid is een centraal thema in de esthetica.

## Maatschappij
Onaantrekkelijkheid kan een grote invloed uitoefenen op iemands leven en denken. De twintigste-eeuwse filosoof Jean-Paul Sartre had een lui oog en een asymmetrisch gezicht. Hij schreef veel van zijn filosofische ideeën toe aan zijn levenslange worsteling met zijn aan zichzelf toegeschreven lelijkheid. Ook Oud-Grieks filosoof Socrates beschreef zichzelf als een onaantrekkelijk persoon. Hij beredeneerde dat de filosofie de perceptie van lelijkheid ooit geheel zou kunnen wegnemen.
Sommige mensen associëren lelijkheid met onprettige eigenschappen, zoals oneerlijkheid, domheid en incompetentie. Personen die lelijk worden gevonden krijgen hierdoor vaak te maken met validisme, oftewel discriminatie op grond van een lichamelijke gesteldheid. Bij één onderzoek verdienden de zogenaamde onaantrekkelijkste personen tien tot vijftien procent minder per jaar dan de bovengemiddeld aantrekkelijke personen.

## Kunst en cultuur
In de literatuur en populaire cultuur worden de negatieve associaties bij lelijkheid vaak gebruikt door de schurken in het verhaal als lelijke personages neer te zetten. Een bekend voorbeeld is Uriah Heep in David Copperfield.
Ook de tegenstelling tussen schoonheid en lelijkheid is een bekend thema. Een bekend voorbeeld is Belle en het Beest, een traditioneel volksverhaal dat in 1740 voor het eerst werd gepubliceerd. De mooie vrouw in het verhaal wordt aanvankelijk afgestoten door het lelijke monster, maar later groeien de twee dichter tot elkaar. Vergelijkbare thema's zijn onder andere te vinden in De klokkenluider van de Notre Dame en de film Creature from the Black Lagoon.